# Giulio Alberoni
Giulio Alberoni, född 21 maj 1664 i Fiorenzuola d'Arda, provinsen Piacenza, Italien, död 26 juni 1752 i Piacenza, var en italiensk kardinal, diplomat och statsman. Han tjänade vid Filip V:s hov.

## Biografi
Alberoni var son till en trädgårdsmästare i Piacenza, då jämte Parma styrt av ätten Farnese. Han trädde i kyrkans tjänst, men sändes 1702 som hemlig parmesansk agent till Ludvig Joseph av Vendôme, då fransk befälhavare i Italien, för att under spanska tronföljdskriget tillvarata Farneses intressen hos Frankrike. Alberoni vann Vendômes ynnest, stannade hos honom i flera år och följde honom till slut till Spanien. Här blev han officiell parmesansk minister och fick stort inflytande hos Filip V:s gemål Marie-Louise, som helt behärskade denne. 
Efter hennes död fick Alberoni Filip att gifta sig med Elisabet Farnese (1714), som nästan genast blev Spaniens verkliga regent med Alberoni som förste minister, utan att han formellt gick i spansk tjänst. Alberoni utvecklade en oerhörd verksamhet och stor administrativ förmåga, ryckte upp Spanien ur dess förfall, förbättrade finanserna, skapade en armé och en flotta osv. Spaniens krafter skulle användas till att befria Italien från kejsarens välde och skaffa furstendömen åt Elisabets söner. 
Farneses otålighet och kejsarens planer på Sicilien tvingade Alberoni att slå till i förtid. Mitt under kejsarens krig med turkarna erövrade en spansk flotta i augusti 1717 Sardinien, till stor harm för påven, som strax förut gett Alberoni kardinalshatten. Samtidigt uppmuntrade Alberoni Osmanska riket i dess motstånd mot Karl VI, trädde i förbindelse med de upproriska i Ungern, eggade jakobiterna mot Georg I samt Karl XII mot England och underblåste en sammansvärjning mot Frankrikes regent. På sommaren 1718 övergick en spansk här till Sicilien för att rycka ön ifrån den savojiska kungafamiljen. Men till Alberonis olycka slöt Osmanska riket freden i Passarowitz med kejsaren 1718. England, oroligt över den nya spanska sjömakten, Frankrike, där regenten retats av Filips anspråk på tronföljden, och Holland slöt med kejsaren kvadruppelalliansen, och en engelsk eskader slog den spanska flottan vid Kap Passaro (1718). Då försöken att bilda ett motförbund misslyckades – även med Karl XII hade förbindelser inletts – var spelet förlorat. Alberoni gjordes till syndabock, störtades av Farnese 1719 och ställdes av påven inför rätta för samverkan med de otrogna. Ett påveskifte räddade honom, han blev frikänd och levde sedan mestadels i lugn i Rom. Frederna 1735 och 1748, som inskränkte kejsarens välde i Italien till Milano, förverkligade delvis Alberonis idéer.